# У самого синего неба
«У самого синего неба» — советский чёрно-белый короткометражный фильм, снятый режиссёром Леонардом Бабахановым на студии телевизионных фильмов «Узбектелефильм» в 1972 году.
Премьерный показ состоялся 25 октября 1972 года.

## Сюжет
Мальчик Искандер, узнав о смерти своего отца на фронте, скрывает это от матери, дабы оберечь её. Он черпает силу в дружбе с Рано и Игорем, у которых тоже погибли отцы.

## В ролях
- Джаник Файзиев — Искандер
- Диля Абдусаматова — Рано
- Игорь Илюшин — Игорь
- Светлана Норбаева — мать Искандера
- Маргарита Хонг — учительница
- Уктам Лукманова — швея
- Шарафат Шакирова — Рая
- Лола Бадалова — эпизод
- Юрий Рубан — мужчина на костылях
- В. Леонов — эпизод
- Сабир Вахидов — эпизод
- Максуд Мансуров — военный
- Икрама Балтаева — женщина на вокзале
- Зульфия Хамраева — эпизод

## Съёмочная группа
- Режиссер: Леонард Бабаханов
- Сценаристы: Александр Файнберг, Вилор Ниязматов
- Оператор: Олег Юсупов
- Композитор: Феликс Янов-Яновский
- Художник: Бахтиёр Назаров

## Фестивали и награды
- 1973 — Всесоюзный фестиваль телевизионных фильмов в Ташкенте — Приз жюри[1]